# Gabriella Giorgelli
Gabriella Giorgelli (Carrara, 29 de julio de 1941) es una actriz italiana de cine y televisión, con participación en cerca de 70 películas entre 1960 y 1998.

## Carrera
Giorgelli hizo su debut en el cine en 1960 en un papel menor en la película de Luigi Comencini Everybody Go Home. Después de destacarse en concursos de belleza, en 1961 estuvo entre las finalistas de Miss Italia, y gracias a su participación en dicho concurso llamó la atención de los medios, lo que le permitió aspirar a roles más importantes en el mundo del cine.
Después de aparecer en algunas películas independientes, a finales de la década de 1960 Giorgelli apareció en algunas películas del género Spaghetti Western, alternando con otras producciones de mayor prestigio. También estuvo activa en televisión, participando en varias series.

## Filmografía parcial
- Arturo's Island (1962)
- La commare secca (1962)
- The Organizer (1963)
- Shivers in Summer (1963)
- Outlaws of Love (1963)
- Bebo's Girl (1963)
- On My Way to the Crusades, I Met a Girl Who... (1967)
- I 2 deputati (1968)
- Brutti di notte (1968)
- Emma Hamilton (1968)
- Buscando a Gregory (In Search of Gregory) (1969)
- Shango (1970)
- Rough Justice (1970)
- Ubalda, All Naked and Warm (1972)
- Io e lui (1973)
- The Police Serve the Citizens? (1973)
- Those Dirty Dogs (1973)
- Il lumacone (1974)
- The Beast (1974)
- La moglie vergine (1975)
- City of Women (1980)
- Delitto sull'autostrada (1982)
- Hercules (1983)
- Storia d'amore (1986)
- Moving Target (1988)
- The Wax Mask (1997)